# サンジャイ・ダット
サンジャイ・ダット（Sanjay Dutt、1959年7月29日 - ）は、インドのヒンディー語映画で活動する俳優、映画プロデューサー。アクション映画を中心に恋愛映画、コメディ映画など187本の映画に出演し、フィルムフェア賞、スター・スクリーン・アワード、ジー・シネ・アワードなど多くの映画賞を受賞している。
1993年ボンベイ連続爆弾テロ事件に関連して逮捕され、テロ容疑では無罪となったものの銃の不法所持で有罪となり、2013年から2016年まで刑務所に服役していた。2012年にはインディアン・プレミアリーグのクリケットチームのオーナーであるラージ・クンドラと共にSuper Fight Leagueを立ち上げている。

## 生い立ち
ボンベイのパンジャーブ人家庭に生まれる。父スニール・ダット、母ナルギスは共にボリウッドの人気俳優・女優であり、サンジャイには2人の妹（プリヤー・ダット、ナムラタ・ダット）がいる。母ナルギスを俳優デビュー直前に亡くしており、薬物依存に陥る原因になったとされている。1973年に父スニールが監督・主演を務めた『Reshma Aur Shera』に子役で出演した。

## キャリア

### 1981年 - 1996年
1981年に父スニールが監督した『ロッキー』で俳優デビューした。1982年には『Vidhaata』でディリープ・クマール、シャンミー・カプール、サンジーヴ・クマールと共演している。1983年に『Main Awara Hoon』に出演し、1985年には『Jaan Ki Baazi』で2年振りに主演を務めた。1986年に出演した『Naam』は興行的に大きな成功を収め、サンジャイのキャリアにとって転換点となる作品となった。マヘーシュ・バットの『Kabzaa』、J・P・ダッタの『Hathyar』では演技を高く評価されたが、両作とも興行収入は平均的な記録に終わっている。この他、1980年代は『Inaam Dus Hazaar』『Jeete Hain Shaan Se』『Mardon Wali Baat』『Ilaaka』『Hum Bhi Insaan Hain』『Kanoon Apna Apna』『Taaqatwar』などのヒット作に相次いで出演し、ゴーヴィンダー、ミトゥン・チャクラボルティー、ダルメンドラ、ジャッキー・シュロフ、サニー・デーオールなどのスター俳優と共演した。
1990年代も高い人気を維持し、『Tejaa』『Khatarnaak』『Zahreelay』『Thanedaar』『Khoon Ka Karz』『Yalgaar』『Gumrah』『Sahibaan』『Aatish: Feel the Fire』などに出演した。また、同年代を代表する作品（『Sadak』『サージャン/愛しい人』『Khalnayak』）に出演しており、『サージャン/愛しい人』ではフィルムフェア賞 主演男優賞にノミネートされた。ザ・ヒンドゥーは同年代のサンジャイについて、「サンジャイの初期の出演作（『Naam』『Sadak』など）は、多くの好意的な反応を彼に集中させた」「『Saajan』にいよって、サンジャイは伝統的なソフトヒーローの地位を確立した」と批評している。サンジャイが出演した作品のうち、『Saajan』は1991年のインド映画興行成績第1位、『Sadak』は第6位を記録した。『Khalnayak』も1993年のインド映画興行成績第2位を記録しており、同年に出演した『Gumrah』も興行的な成功を収めた。

### 1997年以降

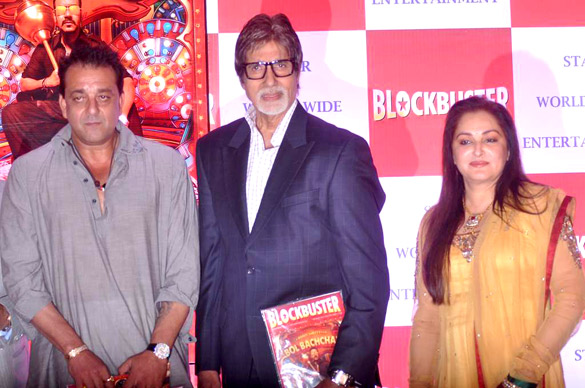
トレードマガジン『ブロックバスター誌』創刊イベントに出席するサンジャイ・ダット、アミターブ・バッチャン、ジャヤー・プラダ（2012年）

1993年にテロ容疑で逮捕された後、1997年に逮捕後初の出演作となった『Daud』は興行的には振るわなかった。1998年に出演した『Dushman』は興行的な成功を収め、1999年はサンジャイの人気が復活した年に位置付けられており、出演作5本（『Kartoos』『Khoobsurat』『Haseena Maan Jaayegi』『Daag』『Vaastav: The Reality』）全てが同年の興行成績上位にランクインした。特に『Vaastav: The Reality』ではフィルムフェア賞 主演男優賞など多くの映画賞を受賞している。2000年に出演した『アルターフ 復讐の名のもとに』でもスター・スクリーン・アワード 助演男優賞を受賞し、多くの映画賞にノミネートされた。また、映画での演技を認められ、インド大統領からラシュトラパティ・バワンに招待されている。
2000年代に入ってからも『Jodi No.1』『Pitaah』『Kaante』『ムンナー兄貴、医者になる』などのヒット作に出演し、複数の映画賞を受賞した。特に『ムンナー兄貴、医者になる』は公開日数25週間を記録する「シルバー・ジュビリー」を達成するなど記録的なヒット作となり、公開26週間目の時点でもインド全域257スクリーンで上映されていた。その後も『Musafir』『Plan』『Parineeta』『Dus』で成功を収め、『Shabd』『Zinda』では演技を絶賛された。2006年には『ムンナー兄貴、医者になる』の続編『ムンナー兄貴、ガンディーと出会う』に出演し、多くの映画賞を受賞した他にインド首相マンモハン・シンからも賞を授与された。彼が演じたムンナー・バーイーの人気も高く、NDTVインディアの「ボリウッドのフィクション・キャラクター・トップ20」に選ばれている。この他には『Dhamaal』『ラカンドワーラーの抗争』『All the Best: Fun Begins』『Double Dhamaal』『ターバン魂』『火の道』『PK』に出演している。
2016年にヴィドゥ・ヴィノード・チョープラーによって、サンジャイ主演の『ムンナー・バーイーシリーズ』第3作の製作が発表された。2017年にオムング・クマールの『Bhoomi』に出演している。2018年に『Saheb, Biwi Aur Gangster 3』に出演し、サンジャイの半生を描いた『SANJU サンジュ』では本人役でカメオ出演している。2019年には『Prassthanam』に出演している。

## 人物

### 女性関係

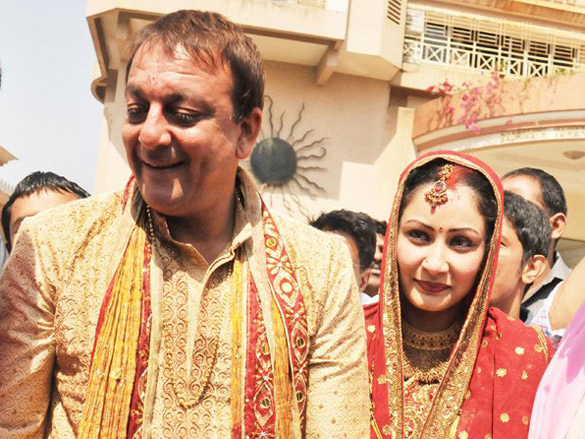
結婚式を挙げるサンジャイとマニヤタ（2008年）

サンジャイは1980年代に共演者のティナ・ムニムと交際関係にあった。彼女との関係が終了した後、サンジャイは1987年に女優のリチャー・シャルマと結婚したが、リチャーは1996年に脳腫瘍で死去している。1988年に彼女との間にもうけた娘トリシャラは母方の祖父母と共にアメリカ合衆国で暮らしている。1998年2月に女優・モデルのリア・ピッライと再婚したが、2008年に離婚している。同年にマニヤタ・ダットと結婚し、ヒンドゥー教形式の結婚式を挙げた。2010年10月21日に双子の兄妹をもうけている。
サンジャイによると、これまでに交際した女性は308人であり、同世代及び後世代の女優のほぼ全員、前世代の複数の女優と交際していたと語っている。『SANJU サンジュ』を監督したラージクマール・ヒラーニによると、サンジャイは交際した女性を墓地に連れて行き、ある墓の前で「母に会わせるためにここに連れてきました」と語り女性を口説いていたが、実際にはその墓は母ナルギスとは関係のない別人の墓だったという。

### 薬物中毒
大学時代から薬物中毒になり、完治するのに10年近い歳月を要したと語っている。母ナルギスとの死別が薬物中毒に陥る原因とされているが、サンジャイは「母のために薬物に手を出したわけではない」と語っている。また、服用した薬物について「世界に存在する薬物で、私が経験したことがない薬物は存在しない」とも語っている。ある日、彼はヘロインを服用して就寝し、空腹を感じて起床した際、家の使用人に「あなたは2日間眠り続けていました。家族の全員があなたを心配していました」と告げられ、鏡でやつれた自分を見て死を感じ、父スニールに助けを求めたという。父スニールに連れられてアメリカのリハビリ施設に入所した際、使用経験のある薬物一覧を見た医師がスニールに対し、「インドでは一体どんな食物を食べているのですか?これだけの薬物を服用していたら、彼はもう死んでいるはずです!」と語っている。
2年後、治療を終えて帰国したサンジャイのもとに顔見知りの売人が訪れ、「新しい薬物を手に入れた。あなたに渡す用意がある」と告げられた。彼は売人の申し出を断り、「その日、私は戦いに勝利したことを知った」と後に語っている。薬物中毒を克服した後は肉体トレーニングを行うことで薬物から離れるように心がけ、若者に向けて薬物の危険性を訴える活動を行っている。

### 逮捕
1993年ボンベイ連続爆弾テロ事件発生時、サンジャイにはテロ事件に関与した容疑がかけられた。彼はテロ事件の主要メンバーであるアブー・サレム、リヤーズ・シッディーキーから武器を受け取ったとされている。これに対し、サンジャイは家族を守るために『Sanam』のプロデューサーからAK-56を受け取っただけであり、テロ事件とは無関係であると主張した。また、逮捕には当時政治家として活動していた父スニールの対立勢力による政治介入があった疑いも指摘されている。

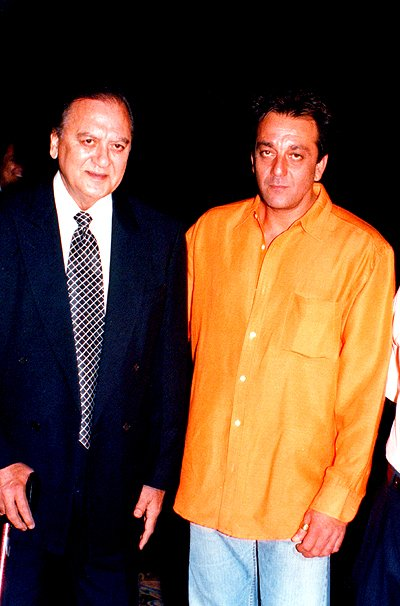
『医学生ムンナ・バーイー』オーディオ発売イベントに出席するサンジャイと父スニール。スニールはサンジャイ釈放のために奔走した。

1993年4月、サンジャイはテロ・破壊活動防止法（TADA）により逮捕された。彼は5月5日にインド最高裁判所から保釈を認められたが、1994年7月4日に保釈が停止され再逮捕され、1995年10月16日に再び保釈が認められた。同時期にテロ事件の首謀者ダウード・イブラヒムの側近アブドゥル・カユーム・アブドゥル・カリム・シャイフが逮捕された。サンジャイは武器の所持を認めた際、1992年9月にドバイでカユームからピストルを購入したことを警察に伝えていた。
2007年7月31日、TADA特別法廷はテロ容疑に関してサンジャイに無罪判決を言い渡したが、武器の不法所持に関しては有罪判決を下し、懲役6年を言い渡した。判決後、サンジャイはアーサー・ロード刑務所に収監された後、プネーのエラワダ中央刑務所に移送された。彼は判決を不服として控訴し、8月20日に一時的な保釈が認められた。10月22日に刑務所に戻ったが再び保釈を申請し、11月27日にインド最高裁判所から正式な保釈が認められた。
サンジャイは「政治家ではないが、政治一家に属している」と語っている。彼は2009年インド総選挙の際にサマジワディ党から出馬するように友人に説得されたが、裁判所が有罪の効力の一時停止を拒否したため出馬は実現しなかった。その後はサマジワディ党の書記長を務めたが、2010年12月に辞任している。
2013年3月21日、インド最高裁判所はサンジャイに対して武器の不法所持で懲役5年の有罪判決を言い渡した。彼は公判中のうち18か月間は刑務所に収監されていた。裁判所は出頭期間として4週間の猶予を与えたが、罪の重大度を鑑みて保護観察による釈放は認めなかった。5月10日に裁判所が再審請求を却下し、サンジャイに所定の日時に出頭するように命じた。彼は5月14日に不服申し立てを取り下げ、同月16日にムンバイ警察に出頭した。出頭直前にはサンジャイに危害を加える旨の脅迫状がムンバイ警察に届けられた。彼はエラワダ中央刑務所に収監される前に控訴したが、後に取り下げている。12月21日に仮釈放され、2014年3月まで3回にわたり仮釈放の期間が延長された。これに対し、マハーラーシュトラ州政府がムンバイ高等裁判所への懸念と仮釈放法の改正を提起した。サンジャイは仮釈放期間が終了した後、エラワダ中央刑務所に戻っている。12月24日にはエラワダ中央刑務所から2週間の休暇が与えられ、終了後に刑務所に戻った。その後は刑期満了まで服役し、2016年2月25日に刑期を終え釈放された。

## フィルモグラフィー
- ロッキー（英語版）（1981年）
- サージャン/愛しい人（英語版）（1991年）
- アルターフ 復讐の名のもとに（2000年）
- レッド・マウンテン（2003年）
- ムンナー兄貴、医者になる（2003年）
- ムンナー兄貴、ガンディーと出会う（英語版）（2006年）
- 恋する輪廻 オーム・シャンティ・オーム（2007年）
- ラカンドワーラーの抗争（英語版）（2007年）
- アラジン 不思議なランプと魔人リングマスター（2009年）
- ラ・ワン（英語版）（2011年）
- ターバン魂（英語版）（2012年）
- 火の道（英語版）（2012年）
- PK（2014年）
- SANJU サンジュ（2018年）
- K.G.F: CHAPTER 2（2022年）
- JAWAN/ジャワーン（2023年）